# EMD GP15
Az EMD GP15 négytengelyes dízel-villamos tolatómozdony-sorozat, melyet a General Motors Electro-Motive Division gyártott 1976 júniusa és 1982 márciusa között. A GP15-1 azzal a céllal készült, hogy alternatívát nyújtson az átépítési programokkal szemben, amelyeket sok vasúttársaság alkalmazott a korai vonali tolatómozdony-állományának megújítása során, és általában rendező pályaudvarokon vagy vonali könnyű tolatási feladatok ellátására alkalmazzák. Ezt a mozdonyt egy 12 hengeres EMD 645E motor hajtja, melynek névleges teljesítménye 1500 hp (1119 kW). A GP15-1 egy 50 láb 9 hüvelyk (15,47 m) keretet használ, tengelytávja 29 ft 9 in (9,07 m), és az ütközők közötti hossza 54 ft 11 in (16,74 m). Összesen 310 darabot építettek az amerikai vasutak számára. Számos GP15-1-es még a 2020-as években is szolgálatban van, pályaudvari munkában és könnyű vonali szolgálatban. A hűtőrész hasonló az EMD SD40T-2 és EMD SD45T-2 „alagútmozdonyokon” találhatóakhoz, ami néhány megfigyelőt arra késztetett, hogy az egységeket tévesen ekként vagy GP15T-ként azonosítsák, és éppen ezért a sorozatnak a „bébi alagútmozdony” becenevet adták.

## Története és változatai

### GP15-1
A GP15-1 volt a legnépszerűbb változat, mivel nem tartalmazta a másik két változat újabb technológiáit (turbófeltöltés vagy váltóáramú vezérlés). Az EMD 1976 júniusa és 1982 márciusa között összesen 310 példányt gyártott ebből a változatból az amerikai vasutak számára
A Missouri Pacific Railroad több egységet vásárolt, mint a másik három vásárló együttvéve. Az MP-egységeknek számos vizuális megkülönböztető jegye van, bár nem mindegyiket alkalmazták következetesen az MP egységeken:
- Az MP-egységeken a hosszú géptér végének mindkét oldalára vaslétra van felszerelve;
- Az MP első GP15-1-es rendelése a Blomberg M forgóvázakon ül, nem pedig az elterjedtebb Blomberg B-n (az összes későbbi egységet Blomberg B forgóvázakkal szállították) — és míg a szabványos Blomberg B forgóváz kerékenként két fékpofával van felszerelve, sok MP-egységet csak egy fékpofával szereltek fel kerékenként;
- #1555–#1574 pályaszámú egységeket a szabványos 81"-os orral, míg a fennmaradó, 1976 decemberében vagy később gyártott egységeket 88"-os orral szerelték;

| Vasúttársaság                     | Darabszám | Megjegyzés |
| --------------------------------- | --------- | --- |
| Chicago and North Western Railway | 25        | A legtöbb azóta a Union Pacific Railroadhoz került |
| Conrail                           | 100       | #1600–1699 A CSX Transportation az összeset kivonta az állományból, majd eladta azokat a GMTX-nek. A Norfolk Southern Railway az összeset kivonta az állományból, majd eladta azokat a Larry′s Truck and Electricnek (LTEX) |
| Missouri Pacific Railroad         | 160       | A legtöbb azóta a Union Pacific Railroadhoz került |
| St. Louis-San Francisco Railway   | 25        | #100–124 A BNSF Railway az összeset kivonta az állományból, majd néhányat a GMTX-szel EMD GP38-2-esekre cserélt |
| Összesen                          | 310       | |

### GP15T
Az EMD 1982 októbere és 1983 áprilisa között 28 példányt gyártott ebből a változatból. Ez a típus nagyon közeli rokon a GP15-1-nek, de turbófeltöltőt használ, hogy a kisebb motorból nagyobb teljesítményt tudjon kihozni. A teljesítményt egy 8 hengeres dízelmotor biztosította, amely 1500 lóerőt (1,12 MW) termel, ugyanannyit, mint a GP15-1, de négy hengerrel kisebb motorral.
Ebből a mozdonytípusból 28 példányt építettek az amerikai vasutak számára. Többségüket a Chessie System kapta C&O 1500−1524 (25 darab) pályaszámon, míg a többi a floridai Apalachicola Northernhez került AN 720–722 (3 darab) számon.
| Vasúttársaság                  | Darabszám | Megjegyzés |
| ------------------------------ | --------- | ---------- |
| Chessie System                 | 25        | 1500–1524  |
| Apalachicola Northern Railroad | 3         | 720–722    |
| Összesen                       | 28        |            |

### GP15AC
A GP15AC 1982 novembere és decembere között gyártott változat. Ez a modell abban különbözik a GP15-1-től, hogy a Missouri Pacific új AR10 váltakozó áramú generátorokat választott az átépített D32 egyenáramú generátorok helyett. Az egyetlen külső különbség a GP15AC és a GP15-1 között az egyenes oldalsó küszöb (közös az EMD GP15T-vel).
Ebből a mozdonytípusból összesen 34 példány készült: 30 a Missouri Pacific Railroad, illetve négy a venezuelai Instituto de Ferrocarriles del Estado számára.
| Vasúttársaság              | Darabszám | Megjegyzés |
| -------------------------- | --------- | ---------- |
| Missouri Pacific Railroad  | 30        |            |
| State Railways Institution | 4         |            |
| Összesen                   | 34        |            |

## Modernizáció
A Union Pacific 22 példány GP15-1 mozdonyát GP15N típusúra építette át a North Little Rock-i műhelyében. Ezek az egységek mikroprocesszoros vezérlőrendszert kaptak, hogy növeljék a tapadást, a vezérlési lehetőségeket és meghosszabbítsák a mozdony élettartamát.

## Megőrzés
2021-ben a CSX az 1507-es pályaszámú GP15T mozdonyát (1982-ben gyártották épült C&O #1507 néven) a baltimore-i B&O Railroad Museumnak adományozta, ezzel ez lett a típus első megőrzött példánya.

## Galéria

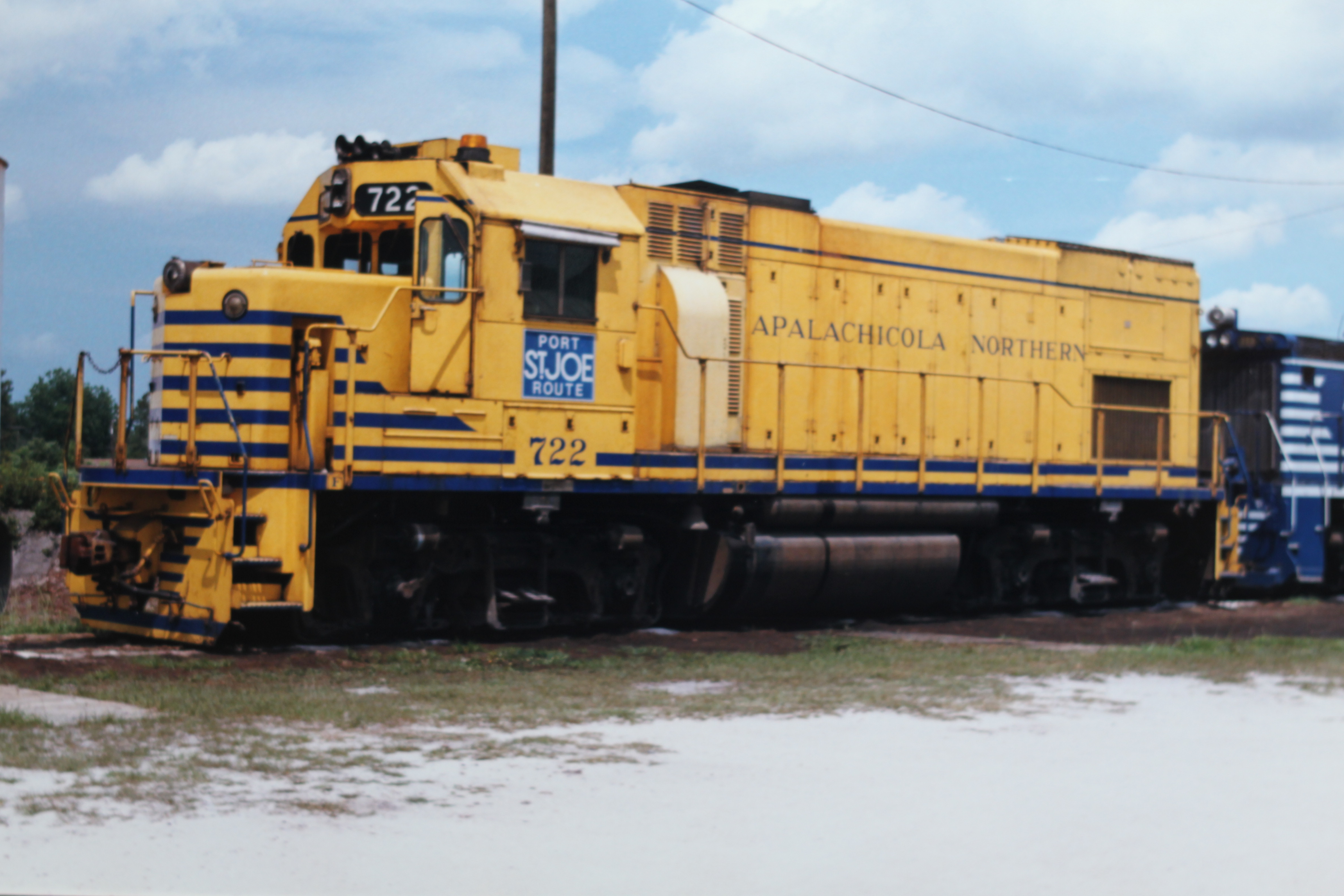
Az Apalachicola Northern 722-es pályaszámú GP15T-je
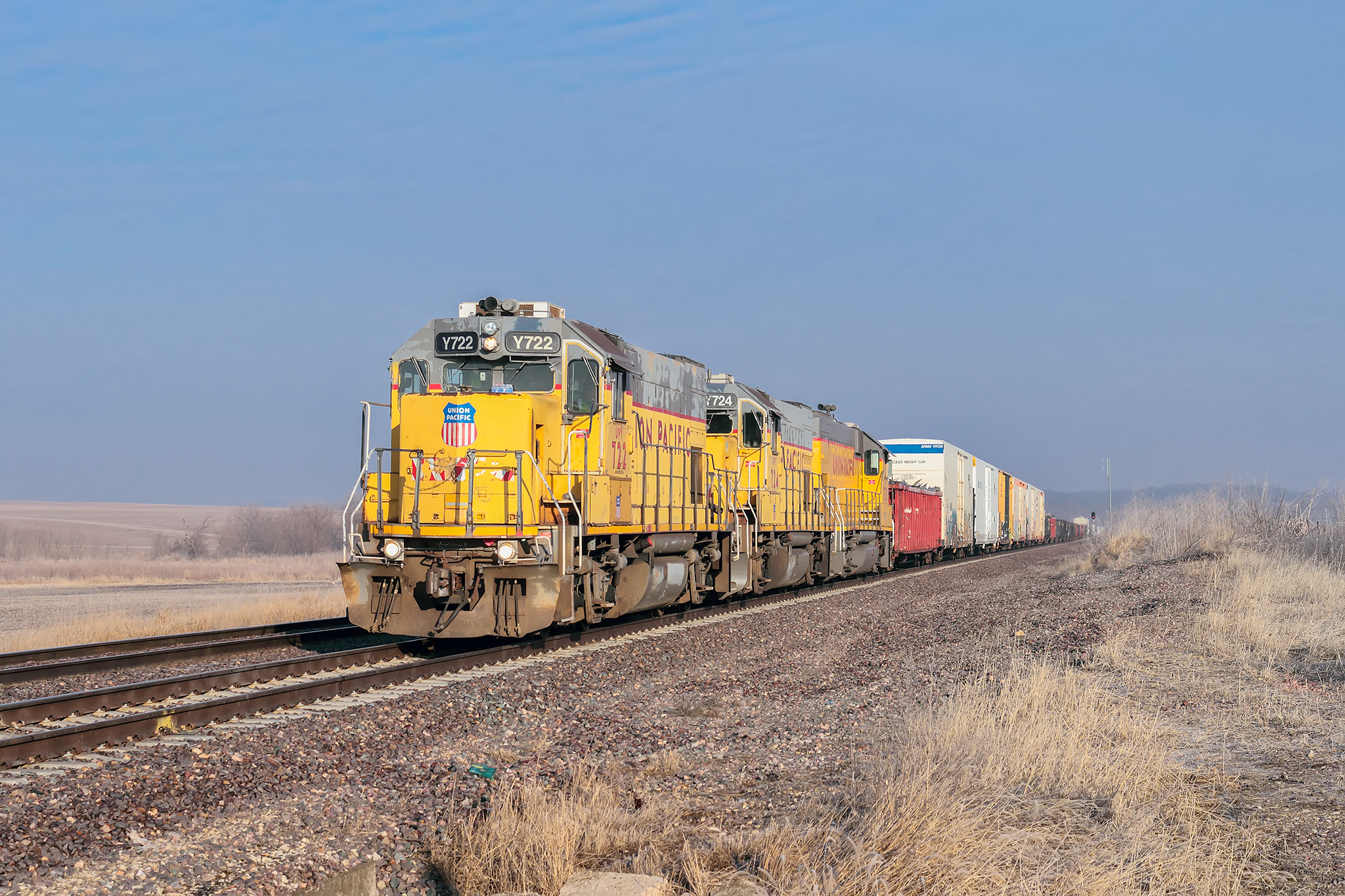
A Union Paific 722-es pályaszámú GP15AC-je

## Fordítás
- Ez a szócikk részben vagy egészben  az   EMD GP15 című angol Wikipédia-szócikk ezen változatának fordításán alapul.  Az eredeti cikk szerkesztőit annak laptörténete sorolja fel. Ez a jelzés csupán a megfogalmazás eredetét és a szerzői jogokat jelzi, nem szolgál a cikkben szereplő információk forrásmegjelöléseként.